# Narva (Fluss)
Die Narva (estnisch Narva jõgi; russisch Нарва, deutsch Narwa) ist ein Fluss, der den Abfluss des Peipussees zur Ostsee bildet. Sie beginnt bei dem Dorf Vasknarva und mündet nach etwa 77 Kilometer bei der Stadt Narva-Jõesuu (deutsch: „Mündung der Narva“) in den Finnischen Meerbusen. Der Fluss ist schiffbar und speist den Narva-Stausee, an dem in der Sowjetzeit  ein Wasserkraftwerk errichtet wurde.
Seit dem Spätmittelalter markiert die Narva zusammen mit dem Peipussee die Grenze zwischen dem russischen und dem estnischen Siedlungsgebiet im Baltikum. Nach der Auflösung der Sowjetunion und der Wiederherstellung der Souveränität Estlands wurde sie 1991 zur Staatsgrenze zwischen Russland und Estland. Sie ist seit der EU-Erweiterung am 1. Mai 2004 ein Teil der Außengrenzen der Europäischen Union. Zwischen der estnischen Stadt Narva und dem russischen Iwangorod quert der wichtigste Grenzübergang zwischen beiden Staaten auf der einzigen Straßenbrücke die Narva. Eine Eisenbahn- und eine Fußgängerbrücke befinden sich ebenfalls auf dem Stadtgebiet.
Mit einem durchschnittlichen Abfluss von 415 m³/s ist die Narva der wasserreichste Fluss Estlands, zweitgrößter Zufluss des Finnischen Meerbusens und achtgrößter der gesamten Ostsee.

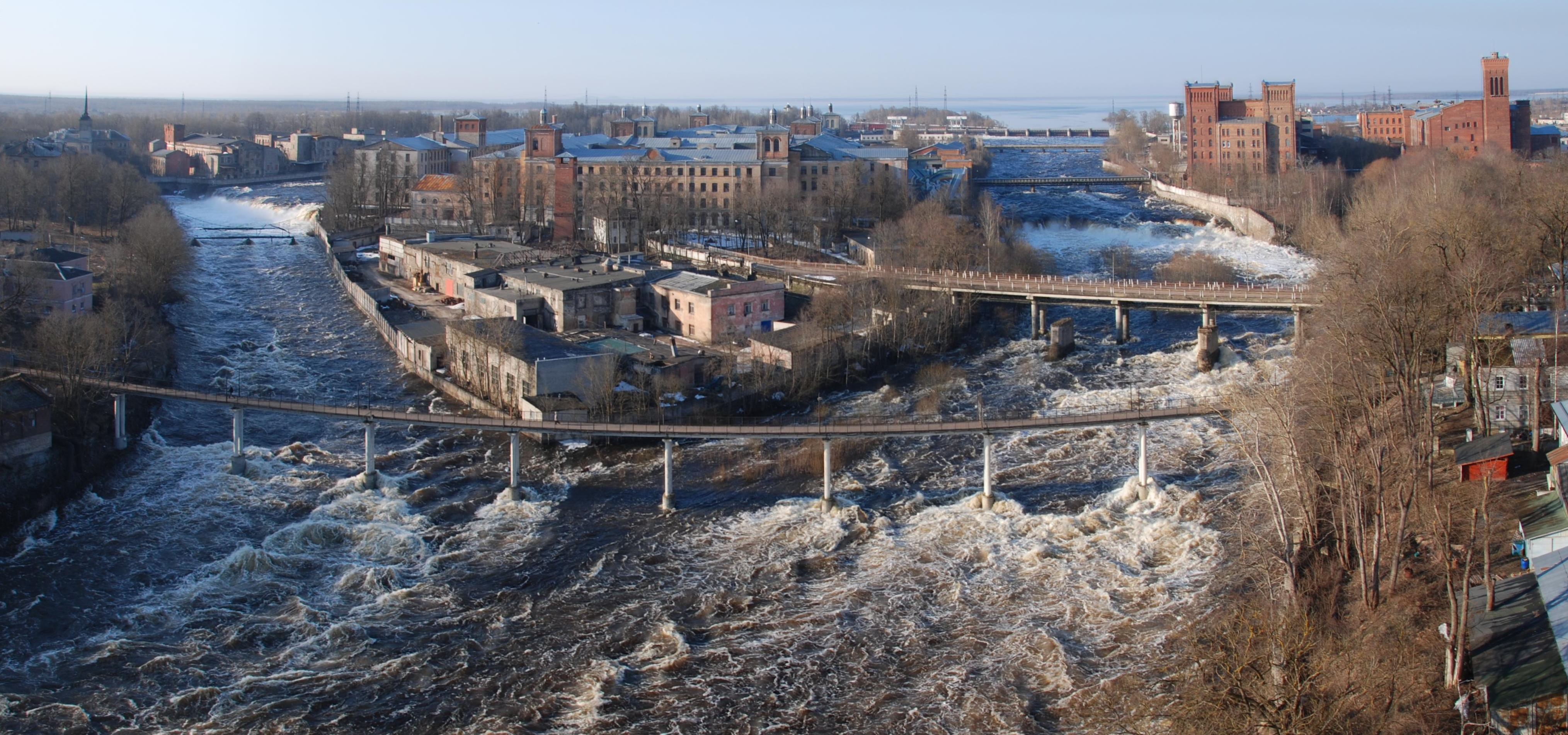
Wasserfall (Landschaftsschutzgebiet)
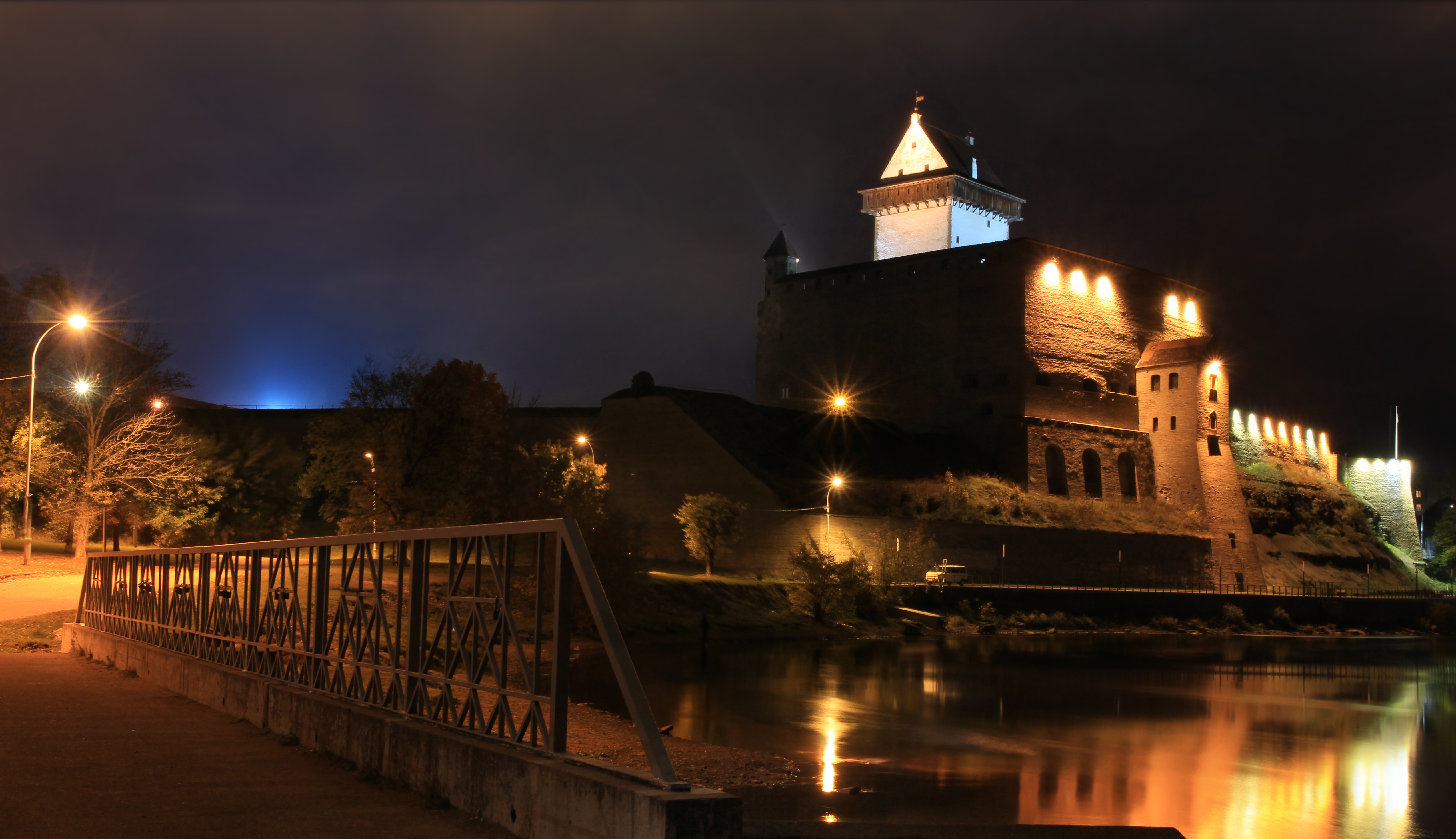
Brücke und Hermannsfeste